# Lophochorista orthorisma
Lophochorista orthorisma là một loài bướm đêm trong họ Geometridae.